# La Neuvelle-lès-Scey
La Neuvelle-lès-Scey là một xã ở tỉnh Haute-Saône trong vùng Bourgogne-Franche-Comté phía đông nước Pháp.